# George Monro (Offizier)
George Monro (* 1700 in Clonfin, County Longford, Irland; † 3. November 1757 in Albany, Provinz New York) war ein britischer Offizier aus einer in Irland lebenden schottischen Familie. Er wurde bekannt durch seine erfolglose Verteidigung von Fort William Henry 1757 im Siebenjährigen Krieg. Die Verteidigung des Forts und das anschließende Massaker an der Besatzung durch die mit den Franzosen verbündeten Indianer verarbeitete James Fenimore Cooper in seinem Roman Der letzte Mohikaner. Cooper nannte ihn „Munro“.

## Leben
George Monro gehörte einer Nebenlinie des Clan Munro an und wurde im Jahr 1700 als drittes Kind von Margaret Bruce und Colonel George Munro, 1. Laird of Auchinbowie, geboren. Am 9. August 1718 wurde er Lieutenant im 35th Regiment of Foot (Otway’s Regiment). Neun Jahre später erfolgte die Beförderung zum Captain, 1747 zum Major und am 4. Januar 1750 zum Lieutenant-Colonel.
Gemeinsam mit dem Regiment wurde Monro 1756 nach Nordamerika verlegt. Dort übernahm er im März 1757 das Kommando über das Fort William Henry. Ab Anfang August 1757 wurde das Fort mit einer Besatzung von rund 2300 Mann durch eine rund 7600 Mann starke französisch-indianische Armee unter Louis-Joseph de Montcalm belagert. Erst nachdem ein Entsatz durch Daniel Webb nicht mehr zu erwarten war, war Monro am 9. August 1757 zu Übergabeverhandlungen gezwungen. Am 10. August 1757 wurde die abziehende Besatzung durch die mit den Franzosen verbündeten Indianer überfallen und etwa 80–180 Personen getötet. Am 17. August 1757 kehrte Monro nach Albany zurück. Für seinen Einsatz bei der Belagerung sollte er zum Colonel befördert werden, jedoch verstarb er bereits am 3. November 1757 an Herzversagen.
George Monro hinterließ zwei Söhne und eine Tochter. Die im Roman von Cooper genannten Töchter „Alice“ und „Cora“ sind eine schriftstellerische Erfindung.